# Božena Srncová
Božena Srncová   (Praga, 11 de juny de 1925 - Semily, 30 de novembre de 1997) va ser una gimnasta artística txecoslovaca que va competir durant les dècades de 1940 i 1950.
El 1948 va prendre part en els Jocs Olímpics de Londres, on guanyà la medalla d'or en la competició del concurs complet per equips del programa de gimnàstica. Quatre anys més tard, als Jocs de Hèlsinki, disputà les set proves del programa de gimnàstica que es programaren en aquella edició. Guanyà la medalla de bronze en el concurs complet per equips. En les altres competicions destaca la sisena posició en el concurs per aparells.